# 高野贵裕
高野贵裕（1979年9月24日—）是一位日本TBS电视台主持人。

## 生平
1979年出生在日本福岛县磐城市，毕业于青山学院大学。2003年4月加入TBS电视台担任主持人。同期生还有小林麻耶和高畑百合子。曾经主持《NEWS23》节目。

## 家庭
2011年9月1日和日本女歌手星野真里结婚，2015年7月15日在东京都内生下一个女儿。